# Exploració espacial
L'exploració espacial és l'ús de l'astronomia i la tecnologia espacial per a explorar l'espai exterior. L'exploració física de l'espai es porta a terme tant per vols espacials tripulats com per sondes espacials robòtiques. Mentre que l'observació d'objectes en l'espai, coneguda com a astronomia, és anterior a la història registrada, va ser el desenvolupament de coets grans i relativament eficients durant el segle xx que va permetre l'exploració de l'espai físic convertir-se en una realitat. Raons comuns per a l'exploració de l'espai inclouen l'avanç de la investigació científica, unint diferents nacions, assegurar la supervivència futura de la humanitat i el desenvolupament d'avantatges militars i estratègiques contra altres països. A vegades, es van fer diverses crítiques de l'exploració espacial.

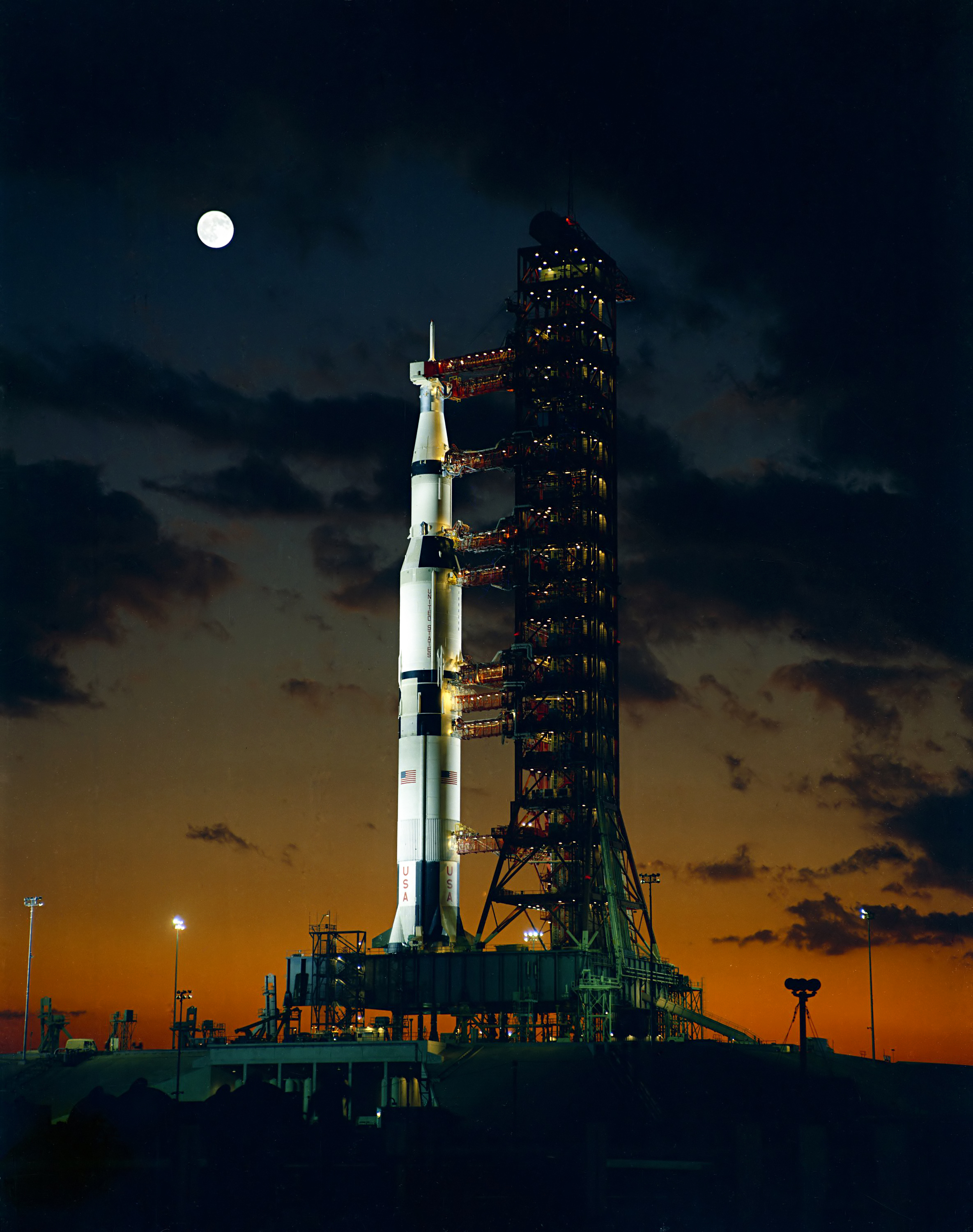
Coet Saturn V, utilitzat en les missions tripulades d'aterratge lunar.

L'exploració de l'espai s'ha utilitzat sovint com una competència substituta de rivalitats geopolítiques, com la Guerra Freda. Les primeres èpoques d'exploració espacial van ser impulsades per una «cursa espacial» entre la Unió Soviètica i els Estats Units; el llançament del primer objecte fet per l'home en orbitar la Terra, el Spútnik 1 de l'URSS, el 4 d'octubre de 1957, i el primer allunatge per la nau estatunidenca Apollo 11, el 20 de juliol de 1969, se'n consideren com els límits d'aquest període inicial. El programa espacial soviètic ha aconseguit molts dels primers fites, com el primer ésser viu en òrbita (Laika) el 1957, el primer vol espacial tripulat (Iuri Gagarin a bord del Vostok 1) el 1961, el primer passeig espacial (per Aleksei Leónov) el 1965, el primer aterratge automàtic en un altre cos celest el 1966, i el llançament de la primera estació espacial (Saliut 1) el 1971.
Després dels primers 20 anys d'exploració, el focus va passar de vols amb coets no reutilitzables per vols amb vehicles reutilitzables, com el programa del transbordador espacial, i de la competència a la cooperació, com amb l'Estació Espacial Internacional.
Des de la dècada del 1990 en endavant, els interessos privats van començar a promoure el turisme espacial i llavors l'exploració espacial privada de la Lluna (vegeu el «Google Lunar X Prize»).
A la dècada del 2000, la República Popular de la Xina va iniciar un programa de vols espacials tripulats amb èxit, mentre que la Unió Europea, el Japó, i l'Índia també han planejat missions espacials tripulades futures. Els Estats Units s'han compromès a tornar a la Lluna el 2018 i Mart posteriorment. Xina, Rússia, Japó i l'Índia han defensat missions tripulades a la Lluna durant el segle xxi, mentre que la Unió Europea ha defensat missions tripulades tant a la Lluna com a Mart durant el segle xxi.

## Història de l'exploració en elseglexx

La majoria dels vols orbitals realment té lloc a l'atmosfera superior, especialment a la termosfera (no a escala).

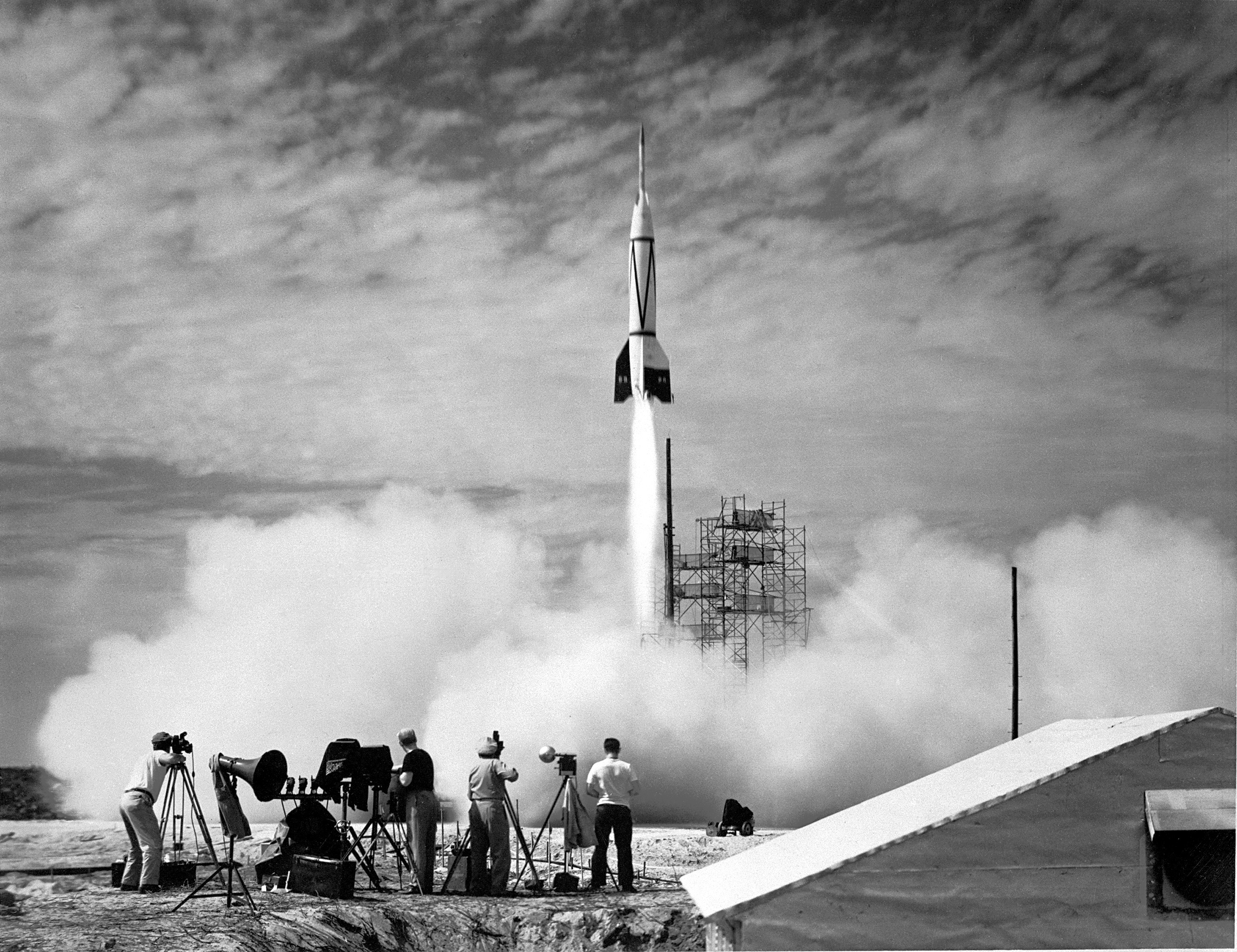
El juliol del 1950, el primer coet Bumper va ser llançat del Cap Canaveral, Florida. El Bumper era un coet de dos trams que comprèn un míssil V-2 com la base d'un coet WAC Corporal. Podria arribar l'altitud llavors rècord de gairebé 400 km. Llançat al mercat per General Electric Company, el Bumper va ser utilitzat sobretot per a les proves de sistemes de coets i per a la investigació en l'atmosfera superior. Els coets Bumper van portar petites càrregues útils que van permetre realitzar mesuraments, incloent la temperatura de l'aire i els impactes de raigs còsmics.

Els primers passos per posar un objecte fet per l'home en l'espai van ser donades per científics alemanys durant la Segona Guerra Mundial, durant les proves del coet V-2, que es va convertir en el primer objecte artificial a l'espai, el 3 octubre de 1942 amb el llançament del V-4. Després de la guerra, els Aliats van utilitzar els científics alemanys i els seus coets capturats en programes de recerca, tant militars com civils. La primera exploració científica de l'espai va ser l'experiment de la radiació còsmica llançat pels EUA en un coet V-2, el 10 de maig de 1946. Les primeres imatges de la Terra preses des de l'espai daten del mateix any, mentre que el primer experiment amb animals es va produir en 1947 amb el llançament de mosques de la fruita a l'espai exterior, ambdós en V-2 modificats pels estatunidencs. Des de 1947, els soviètics van llançar coets V-2 suborbitals i la seva variant pròpia, el R-1, inclosos els experiments amb radiació i animals en alguns vols. Aquests experiments suborbitals només es permet un temps molt curt en l'espai, el que limita la seva utilitat.

### Primers vols

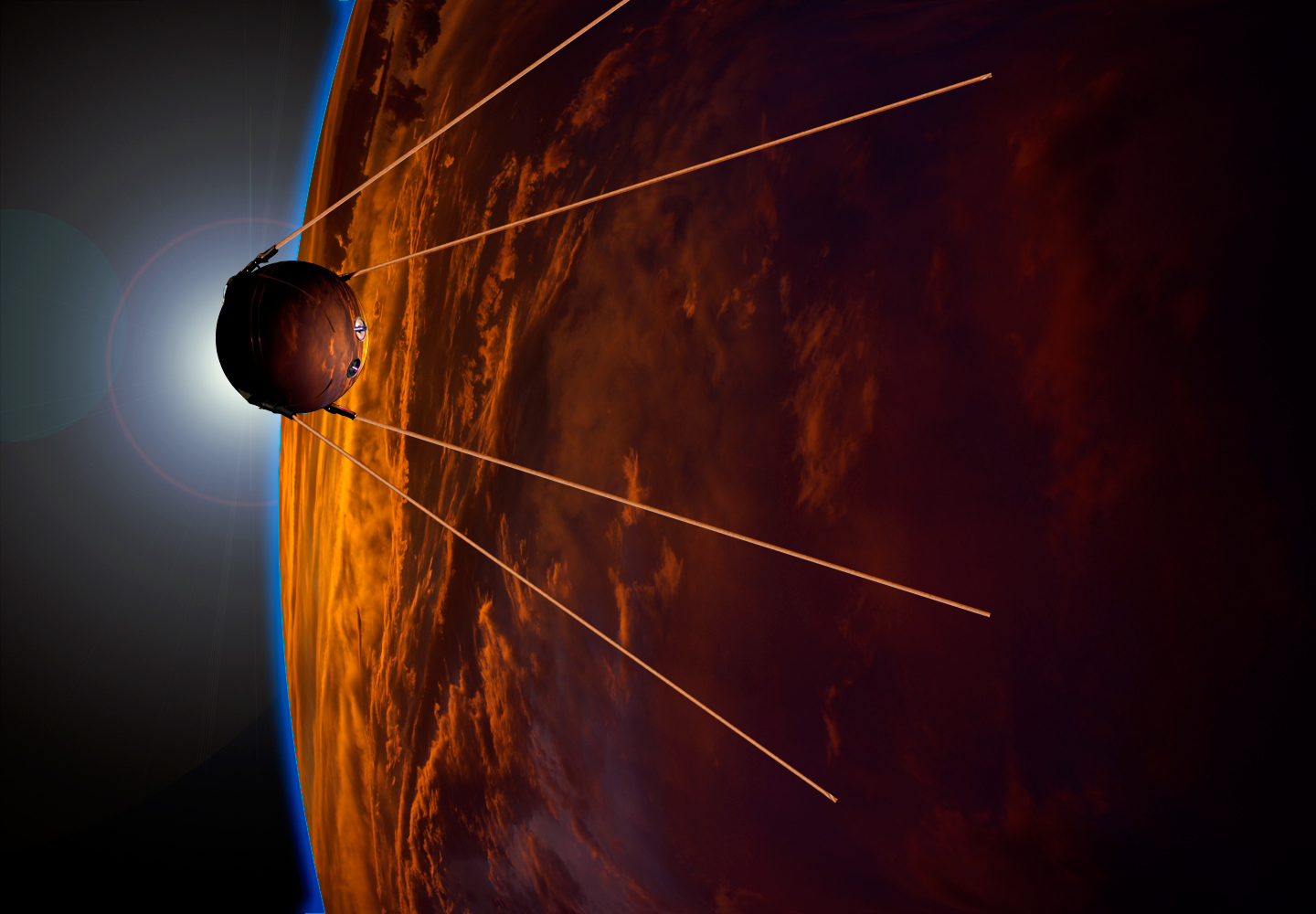
L'Spútnik 1, primer satèl·lit artificial en òrbita de la Terra, entre 939 i 215 km d'altitud el 1957, i aviat va ser seguit per l'Spútnik 2.

El primer llançament orbital amb èxit va ser de l'Spútnik («Satèl·lit»), dispositiu no tripulat soviètic, el 4 d'octubre de 1957. El satèl·lit pesava uns 83 kg, i es creu que va orbitar la Terra a una alçada d'uns 250 km. Tenia dos transmissors de ràdio (20 i 40 MHz), que van emetre «xiulets» que es podrien escoltar per les ràdios de tot el món. L'anàlisi dels senyals de ràdio es va utilitzar per recopilar informació sobre la densitat d'electrons de la ionosfera, mentre que les dades de la temperatura i pressió es van codificar en la durada dels senyals de ràdio. L'Spútnik 1 va ser llançat per un coet R-7. Es va cremar en la reentrada, el 3 de gener de 1958.
Aquest èxit va portar a una escalada del programa espacial dels EUA, que dos mesos més tard, va intentar sense èxit el llançament en òrbita del Vanguard 1. El 31 de gener de 1958, els EUA van aconseguir llançar reeixidament l'Explorer 1, a bord d'un coet Juno. No obstant això, la gossa Laika (Unió Soviètica) es va convertir en el primer animal en òrbita, el 3 de novembre de 1957.

### Primer vol tripulat
El primer vol espacial tripulat reeixit va ser el Vostok 1 («Orient 1») el 12 d'abril de 1961, portant un cosmonauta rus de 27 anys, Iuri Gagarin. La nau va completar una òrbita al voltant del planeta en aproximadament una hora i 48 minuts. El vol de Gagarin va tenir repercussions a tot el món, va ser una demostració dels avanços del programa espacial soviètic i va obrir una era totalment nova en l'exploració espacial: els vols espacials tripulats.
Els EUA van llançar per primera vegada a una persona en l'espai un mes després de la Vostok 1, amb el vol suborbital d'Alan Shepard en el Mercury-Redstone 3. El vol orbital es va dur a terme pels Estats Units el 20 de febrer de 1962, quan John Glenn, en el Mercury-Atlas 6 va orbitar la Terra.
Valentina Tereixkova, la primera dona en l'espai, va orbitar la Terra 48 vegades a bord del Vostok 6, el 16 de juny de 1963.
La Xina va llançar el seu primer taikonauta 42 anys després del llançament del Vostok 1, el 15 d'octubre de 2003, amb el vol de Yang Liwei a bord del Shenzhou-5 («Vaixell Espacial 5»).

### Primeres exploracions planetàries
El primer objecte artificial a arribar a un altre cos celeste va ser Luna 2 el 1959. El primer aterratge automàtic en un altre cos celeste es va dur a terme per Luna 9 el 1966. Luna 10 es va convertir en el primer satèl·lit artificial d'un altre cos celeste.
El primer aterratge tripulat en un altre cos celeste es va dur a terme per l'aterratge lunar de l'Apollo 11 en el 20 de juliol de 1969.
El primer sobrevol interplanetari reeixit va ser del Mariner 2 a Venus el 1962 (aproximació més propera: 34.773 quilòmetres). Sobrevols dels altres planetes es van realitzar el 1965 (Mart) pel Mariner 4, el 1973 (Júpiter) pel Pioneer 10, el 1974 (Mercuri) pel Mariner 10, el 1979 (Saturn) pel Pioneer 11, el 1986 (Urà) pel Voyager 2, i el 1989 (Neptú) pel Voyager 2. El maig del 2005 es va anunciar que el Voyager 1 havia creuat el front de xoc de terminació i penetrat a l'heliofunda el desembre del 2004, a una distància de 94 ua. En canvi, el Voyager 2 comença a detectar partícules retornants el maig del 2006, cosa que suggereix que s'apropava al front de xoc de terminació malgrat que només estava a 76 ua del Sol. Això implica que l'heliosfera podria tenir una forma irregular, més arrodonida a l'hemisferi nord solar i més aplanada al sud.
La primera missió interplanetària a transmetre, encara que de manera limitada, dades des de la superfície d'un altre planeta, va ser la Venera 7 a Venus, que va aterrar el 15 de desembre de 1970 i va transmetre dades a la Terra durant 23 minuts. El 1971, el Mars 3 va aconseguir fer el primer aterratge suau a Mart, enviant dades durant gairebé 20 segons. Posteriorment, es van aconseguir missions de superfície amb una durada molt més llarga, entre ells més de sis anys de funcionament a la superfície de Mart pel Viking 1 (1975-1982) i més de dues hores de transmissió de la superfície de Venus per la Venera 13 el 1982 (la més llarga missió planetària de superfície de l'URSS).

### Les persones clau en els primers dies de l'exploració espacial
El somni d'assolir els extrems de l'atmosfera de la Terra, va ser impulsat per la tecnologia de coets. El V-2 alemany va ser el primer coet per viatjar a l'espai, superant els problemes d'empenta i la manca de materials. Durant els últims dies de la Segona Guerra Mundial, aquesta tecnologia i els seus dissenyadors s'han obtingut tant pels estatunidencs com pels soviètics. La força inicial de conducció per a un major desenvolupament de la tecnologia ha estat una cursa d'armes per míssils balístics intercontinentals (ICBM) que serien utilitzats per al transport ràpid d'armes nuclears de llarg abast, però el 1961 quan la Unió Soviètica va llançar el primer home a l'espai, els EUA van afirmar estar en una «cursa espacial» amb la Rússia.
- Konstantin Tsiolkovski, Goddard, Robert Hermann Oberth i Reinhold Tilling van establir les bases de la tecnologia de coets en els primers anys del segle xx.
- Wernher von Braun va ser l'enginyer en cap de coets per al projecte V-2 de l'Alemanya nazi en la Segona Guerra Mundial. En els últims dies de la guerra, va dirigir una caravana dels treballadors en el programa de coets alemany cap a les línies estatunidencs, on es van rendir i van ser portats als EUA on van treballar en el desenvolupament de coets dels EUA. Va adquirir la ciutadania estatunidenca i va dirigir l'equip que va desenvolupar i va llançar l'Explorer 1, el primer satèl·lit estatunidenc. Von Braun més tard va dirigir l'equip de la NASA al Marshall Space Flight Center, que va desenvolupar el coet lunar Saturn V.[9]
- Serguei Koroliov, que va dirigir la fase inicial de la cursa espacial soviètica i va llegar tant el R7 com la Soiuz, que romanen en ús fins als nostres dies. Koroliov va ser el cervell darrere del primer satèl·lit artificial, el primer home (i la primera dona) en òrbita i el primer passeig espacial. Fins a la seva mort, la seva identitat era un secret d'estat, ni tan sols la seva mare sabia que ell era responsable de la creació del programa espacial rus.
- Kerim Kerimov va ser un dels fundadors del programa espacial soviètic, i un dels responsables darrere del primer vol espacial tripulat (Vostok 1), juntament amb Serguei Koroliov. Després de la mort de Koroliov el 1966, Kerimov s'ha convertit en el científic cap del programa espacial soviètic, i va ser responsable del llançament de les primeres estacions espacials (1971-1991), inclosa la sèrie Saliut i Mir, i els seus precursors el 1967, els Cosmos 186 i 188.[13]

#### Altres persones d'importància
- Valentin Glushko va servir com a cap de disseny de motors per a l'URSS. Glushko va dissenyar molts dels motors utilitzats a principis en els coets soviètics, però estava constantment en conflicte amb Korolev.
- Vasili Mishin va ser cap de disseny de treball sota la direcció de Serguei Korolev i un dels primers soviètics a examinar el projecte V-2 alemany capturat.[9] Després de la mort de Serguei Korolev, Mishin va ser culpat pel fracàs soviètic a ser el primer país a posar un home a la Lluna.
- Bob Gilruth va ser el cap de l'«Space Task Force» de la NASA i va ser director durant 25 vols espacials tripulats. Gilruth va ser qui va suggerir a John F. Kennedy, que els estatunidencs haurien de donar el pas d'arribar a la Lluna, en un intent de recuperar la superioritat espacial obtinguda pels soviètics.
- Christopher C. Kraft, Jr. va ser el primer director de vol de la NASA que va supervisar el desenvolupament del control de la missió i les tecnologies i procediments relacionats.
- Maxime Faget va ser el dissenyador de la càpsula Mercury, que va tenir un paper clau en el disseny de les naus espacials Gemini i Apollo, i va contribuir al disseny del transbordador espacial.